# 乐竹芳
樂竹芳（1916年10月5日—1987年5月3日，蒙名巴音比利格），蒙古族，熱河省昭烏達盟（今內蒙古自治區赤峰市）克什克騰旗人。中華民國政治人物，曾任第一屆國民大會代表，後到台灣。

## 家系

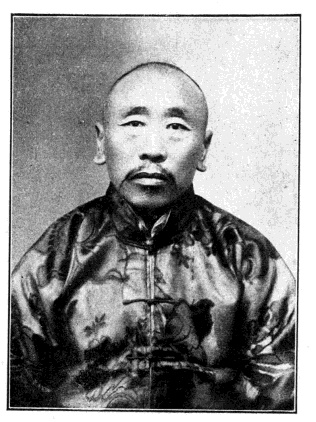
其祖父國會議員樂山

其父樂景濤為民初國會議員樂山之長子，為克什克騰旗章京，曾創辦蒙旗學校，扶植蒙古族子弟。民國十四年（1925年），樂景濤被推舉為內蒙國民革命軍總司令，民國二十年（1931年）任國民政府監察委員、國府委員，母樂寶光濂籍隸土默特部，為成吉思汗之嫡系子孫，樂竹芳是其獨女。而樂竹芳之女席慕蓉则为台灣著名作家。

## 經歷[1]
樂竹芳畢業於北平市立第一女子中學、輔仁大學女子部。後與席振鐸成婚。迨抗日戰爭軍興，其隨夫遠走後方，四個女兒在抗日戰爭中相繼出生。民國卅四年（1945年）抗戰勝利，樂竹芳回到南京，兩年後生下幺兒。
先後任北平市政府科員、邊疆文化協會研究委員、蒙古各盟聯合駐京辦事處顧問。民國卅六年（1947年），實行憲政，蒙古察哈爾八旂羣選出之第一屆國民大會代表（當選證書：蒙國字第二十三號）〈係因退讓而當選之代表〉。因大陸戰亂連年，在港停留五年，再遷來臺灣。動盪歲月中於子女教育卻未中斷，其長女慕德、次女慕萱、三女慕蓉、四女慕華及長子慕強皆學有專長。
在逝世之前，業已中風七年，民國七十六年（1987年）5月3日逝世於臺北寓所，享壽70歲。